# Osmanski interegnum
Osmanski interegnum (turski: Fetret Devri) označava period u Osmanskom Carstvu između 1402. i 1413. godine. Nakon što je Tamerlan u bici kod Angore porazio i zarobio sultana Bajazida I., dolazi do podjele Osmanskog Carstva i borbe Bajazidovih sinova za prijestolje.